# 彭如幹
彭如幹（?—?），廣東惠州府海丰县吉康都（今揭西五云）人，清朝政治人物。
乾隆三十一年（1766年）丙戌科進士，官至河南开封道兵备道按察使司。